# Saint-Priest-Ligoure
Saint-Priest-Ligoure (tiếng Occitan: Sent Prèch) là một xã của tỉnh Haute-Vienne, thuộc vùng Nouvelle-Aquitaine, miền trung nước Pháp.